# Giro di Campania 1985
Il Giro di Campania 1985, cinquantatreesima edizione della corsa, si svolse il 21 marzo 1985 su un percorso di 243 km. La vittoria fu appannaggio dell'italiano Daniele Caroli, che completò il percorso in 6h33'43", precedendo i connazionali Moreno Argentin e Silvestro Milani.
Sul traguardo di Sorrento 22 ciclisti, su 121 partiti, portarono a termine la competizione. 

## Ordine d'arrivo (Top 10)
| Pos. | Corridore           | Squadra                         | Tempo    |
| ---- | ------------------- | ------------------------------- | -------- |
| 1    | Daniele Caroli      | Santini-Krups-Conti-Galli       | 6h33'43" |
| 2    | Moreno Argentin     | Sammontana-Bianchi              | a 1'37"  |
| 3    | Silvestro Milani    | Malvor-Bottecchia               | s.t.     |
| 4    | Francesco Moser     | Gis Gelati-Trentino Vacanze     | s.t.     |
| 5    | Marco Vitali        | Del Tongo-Colnago               | s.t.     |
| 6    | Marino Lejarreta    | Alpilatte-Olmo                  | s.t.     |
| 7    | Stefan Mutter       | Carrera-Inoxpran                | s.t.     |
| 8    | Johan van der Velde | Vini Ricordi-Pinarello-Sidermec | s.t.     |
| 9    | Alfio Vandi         | Dromedario-Laminox              | s.t.     |
| 10   | Marino Amadori      | Alpilatte-Olmo                  | s.t.     |